# Чај
Чај (кин: 茶 - ча́, кор. 차, хинди चाय „chai“) је топли напитак веома популаран у многим земљама. То се нарочито односи на Азију, пре свега Кину, Енглеску, Русију и земље Блиског истока. Ово ароматично пиће се обично припрема сипањем вруће или кључале воде преко осушених листова биљке Camellia sinensis, зимзеленог жбуна аутохтоног у Азији. У нашем језику термин чај означава углавном биљни чај (од нане, камилице и сл.). Након воде, чај је најшире употребљаван напитак у свету. Неки чајеви, попут Дарџилинга и кинеског зеленог чаја, имају освежавајући, благо горки и оштар укус, док остали имају знатно другачије профиле који убрајају слатке, орашасте, цветне или травнате референце.
Чај потиче из Кине, вероватно као медицинско пиће. Дошао је на Запад преко португалских свештеника и трговаца, који су га преносили током 16. века. Пијење чаја постало је модерно међу Британцима током 17. века, који су почели велику производњу и комерцијализацију биљака у Индији да би заобишли кинески монопол тог времена.
Израз биљни чај обично означава инфузије воћа или биљака направљених без биљке чаја, као што су натапање шипурка, камилице или роибоса. Ови су такође познати као  или биљне инфузије да се разликују од „чаја“ као што се обично тумачи.

## Етимологија
Кинески знак за чај је 茶, оригинално написан са додатном цртицом 荼 (изговара се tu, користи као реч за горку биљку), и добија своју тренутну форму током Танг Династије како се користило расправи у 8. веку у вези чаја, Класично дело о чају. Реч се изговара различито у различитим варијантама кинеског језика, као што је chá у мандаринском, zo и dzo у ву кинеском, те ta и te у мин кинеском Једна сугестија је да су се различити изговори можда појавили од различитих речи за чај у древној Кини, на пример tu (荼) је можда прерастао у tê;. историјски фонологисти ипак сматрају да cha, te и dzo сви долазе од истог корена са реконструисаним изговором dra (dr- представља самосталан сугласник за ретрофлекс d), који се променио због смене звука кроз векове.[14] Остале древне речи за чај убрајају jia (檟, дефинисано као „горко tu“ током династије Хан), she (蔎), ming (茗) и chuan (荈), од речи chuan која је једина друга реч и даље у употреби за чај.[14] Већина, као мандарински и кантонски, изговарају га дуж линије cha, али хокиен варијанте дуж јужне обале Кине и у југоисточној Азији изговарају га као teh. Ова два изговора направили су одвојене путеве у остале језике света:
- Реч  је из дијалекта amoy tê јужне Фуђен провинције. Дошло је до Запада из луке града Сјамен (Амој), приликом већег контакта са западноевропским трговцима као што су Холанђани, који су га раширили западном Европом.
- Реч  је из кантонског chàh из града Гуангџоу (Кантон) и лука Хонгконга и Макаа, такође значајних трговачких тачака контакта, посебно са Португалцима, који су раширили израз по Индији у 16. веку. Корејски и јапански изговори речи cha, ипак, нису дошли из кантонског, него су посуђени у корејски и јапански језик током ранијих периода кинеске историје. Најраширенија форма chai дошла је из персијског језика چای chay. И châ и chây форме могу се наћи у персијским речницима.[16] Они су настали од севернокинеског изговора chá,[17] што је прошло пут свиле до централне Азије и Персије, где је узето из персијског граматичког суфикса -yi пре доласка у руски, арапски, урду, турски, итд.[18]

## Порекло и историја
Биљке чаја су аутохтоне источној и јужној Азији, и вероватно потичу око додирних тачака земаља северне Бурме и југозападне Кине. Статистичка кластерска анализа, броја хромозома, лаке хибридизација и различити типови интермедијарних хибрида и спонтаних полиплоида индицирају да највероватније једно место настанка постоји за Camellia sinensis, подручје које убраја северни део Бурме, те Јунан и Сичуан провинције Кине. Пијење чаја је највероватније почело током династије Шанг у Кини, када је кориштен у медицинске сврхе. Верује се да су убрзо након тог периода, „по први пут, људи почели да кувају лишће чаја ради конзумирања без додатака осталих листова или биљака, него користећи чај као горак пак стимулативан напитак, радије него медицинско средство“.
Кинеске легенде приписују откриће чаја Шенонгу у 2737. п. н. е. Кинески изумитељ био је прва особа која је изумела сецкалицу за чај. Прво забележено пијење чаја је у Кини, са најранијим записима из 10. века п. н. е. Наредни рани кредибилни запис пијења чаја датира у 3. века, у медицинском тексту аутора Хуа Туо, који тврди, „непрекидно конзумирање горког чаја узрокује да човек размишља боље.“ Следећа рана референца чаја је нађена у писму које је написао генерал династије Ћин, Лиу Кун. Чај је био уобичајено пиће током Ћин династије (3. век п. н. е.) и постао је веома популаран током династије Танг, када се раширио у Кореју, Јапан и Вијетнам. У Индији, пио се због медицинских сврха у дугим или неодређеним периодима, али осим код Хималајске регије чини се да није био кориштен као пиће све док Британци нису тамо представили кинески чај.

## Економија
Чај популарно пиће које се производи и конзумира у широм света. По неким извештајима употреба чаја је једнака употреби свих осталих напитака заједно, укључујући кафу, чоколаду, газирана пића и алкохол. Већи део чаја који се конзумира ван источне Азије производи се на великим плантажама на брдовитим регијама Индије и Сри Ланке, и продаје се већим произвођачима. У супротности са том великосеријском индустријском производњом је низ мањих „башти“, понекад минискулне плантаже, које производе јако продаване чајеве које величају гурмани. Ови чајеви су ретки и скупи, и могу се упоредити са неким од најскупљих вина у овом смислу.
У погледу конзумације чаја Индија је на првом месту у свету, иако конзумирање по становнику остаје 750 грама по особи сваке године. Турска, са 2,5 кг чаја који се конзумира по особи по години, највећа је светска држава у конзумирању по становнику.

## Складиштење
Стања складишта и тип одређују рок трајања чаја. Рок трајања црног чаја је дужи него зеленог. Неки типови, као што је цветни чај, могу трајати само месец дана или слично. Остали, као пу-ерх, побољшавају се старењем.
Да би остао свеж и да би се заштитио од буђи, чај треба да буде заштићен од топлоте, светлости, ваздуха и влаге. Чај мора бити чуван на собној температури у уском херметичком контејнеру. Црни чај у врећи унутар затвореног непровидног канистера може бити чуван две године. Зелени чај пропада брже, често за мање од годину дана. Чврсто ваљани барутни чај траје дуже од више отворених листова чуен ми чаја.
Трајање у складиштењу за све чајеве може бити продужено коришћењем средства за сушење или пакета који апсорбују кисеоника, вакуумским заптивањем или хлађењем у уским херметичким контејнерима (осим зеленог чаја, где је дискретна употреба хлађења или замрзавања препоручљива и температурна промена на минимуму).

## Узгој и сакупљање
Сировина за производњу чаја су листови чајног грма, који се гаји у великим количинама на посебним плантажама. У Кини, Индији и Африци, где се производи највећи удео чаја, скупљање се врши до четири пута годишње. Највише се цене чајеви првих два скупљања. Северна граница територије где је узгајање чаја економски оправдано пролази приближно на географској ширини бивших јужних совјетских република (Азербејџан, Грузија) или Краснодарског краја Русије.  
Сировине за висококвалитетне чајеве често расту на малим плантажама (од око 0,5 хектара) које се налазе разбацано по планинским падинама, тако да се скупљању листа додаје потреба за преласком са једне плантаже на другу. Листови чаја се скупљају и сортирају ручно. Рад берача је прилично тежак и монотон: однос масе готовог црног чаја и сировог листа је око ¼, односно за израду килограма чаја потребно је четири килограма листа (око 2000 листова). Стопа производње за бераче је 30-35 кг лишћа дневно, упркос чињеници да је неопходно поштовати стандарде квалитета и узимати само неопходне листове из грмља.
Потреба за ручним скупљањем ограничава могућности узгоја чаја: то има смисла само у регионима са довољно високом продуктивношћу и довољно ниским трошковима ручног рада берача. Више пута су направљени покушаји механизовати скупљање и сортирање листова чаја, посебно у СССР-у, већ 1958. године створен је механизовани агрегат за скупљање чаја, али технологија механизованог скупљања још није дорађена: скупљени од комбајна лист има пренизак квалитет, углавном због великог броја страних укључења, тако да се користи или за производњу чаја најнижег квалитета, или у фармацеутској индустрији, за накнадну прераду ради ослобађања кофеина и других садржаних у чају супстанца.
Могуће је узгајати чај у обичном стану.

## Подела
Постоје две велике групе чајева. То су:
- чај, који се добија од биљке чај (Camellia sinensis)
- биљни чај, који се добија од разних лековитих биљака.

Намена и карактер ове две групе чајева је различита. Прави чај има у себи кофеина и обично се користи као стимулативно или умирујуће средство док се биљни чај у највећој мери користи као лековито средство народне медицине.
У Србији и осталим земљама бивше СФРЈ, али и у Немачкој, реч чај, поред биљке чаја, подразумева и биљни чај.
Од правих чајева добијених од Camelia sinensis код нас највише су се користили црни индијски чај и црни и зелени грузијски и руски чај.

## Ниво кофеина у различитим врстама чаја
С обзиром на то да ниво кофеина у чају зависи од низа параметара као што су сезона брања чаја, део биљке који се користи, начин процесуирања листа или начин припреме напитка, не може се поуздано рећи која врста чаја садржи највиши ниво кофеина. Међутим, научна истраживања показују да генерално бели и зелени, а затим црни чај, садрже највиши ниво кофеина.

## Чај
Чај је напитак који се добија од биљке чај Camelia (Thea) sinensis која у себи садржи кофеин и танин. У зависности од поднебља, климе и надморске висине зависе и карактеристике ове биљке, па самим тим и каквоћа чаја који се од ње добија. Тако између осталих познати су цејлонски, индијски, руски, грузијски, кинески, јапански и афрички чајеви.
Постоји пет основних група правих чајева: црни, зелени, улонг (oolong), бели, жути и пу ер.
По правилу у чајеве се не додаје лимун, шећер или мед, јер се на тај начин мења његова специфична арома. Млеко се додаје само у јаке чајеве.

### Црни чај
Црни чај се састоји од листића који су прошли кроз потпуни процес оксидације. Ови листићи су увек тамне боје, углавном црни или тамнобраон.
Начин припреме: листићи се прелију кључалом водом и процеде после пет минута.
Неки црни чајеви
English breakfast вероватно један од најпознатијих црних чајева. То је мешавина више различитих врста црног чаја, углавном цејлонских, индијских и афричких. Ово је јак чај и обично се пије са мало млека.
Earl Gray још једна изузетно позната врста чаја. Он се може наћи и у варијанти зеленог чаја, али оригинални Earl Gray је црни кинески чај коме је додато уље бергамота. Има препознатљиву арому, мирис и укус и пије се без икаквих додатака (шећера, млека, лимуна итд).

### Зелени чај
Зелени чај се састоји од сувих листића који нису прошли кроз процес оксидације. Ово листићи су зеленкасте или сивкасте боје. Управо због недостатка оксидације они у себи имају већу количину танина и ако се не припреме правилно могу бити изузетно горки. Готово сви зелени чајеви су из Кине или Јапана. Зелени чајеви, ако нису са аромом (ароматичан јасминов чај) могу бити прилично безукусни, тако да се њима могу додавати мед, лимун или шећер.
Начин припреме: листићи чаја се прелију млаком водом (до 60 степени) и процеде се већ после 2 до 3 минута. Ако је вода топлија или ако се касније процеди танин излази из листића и даје горак укус чају.
Неки зелени чајеви
Gunpowder јак кинески чај код кога су листићи увијени у лоптице и личе на барут (одатле потиче и име Gunpowder - барут).
Чај са аромом јасмина је један од најпопуларнијих зелених чајева. Традиционално се арома јасмина добија тако што се свеже убрани цветови јасмина мешају са листовима зеленог чаја, остављају преко ноћи, а затим ручно одвајају од њих. Јефтинија, индустријска производња зеленог чаја са аромом јасмина подразумева додавање етеричног уља или вештачке ароме јасмина. На овај начин се међутим добија далеко мање квалитетан и цењен производ. Често се у кутије овог чаја додају и суви цветови јасмина, међутим њихово присуство је више естетске природе. Ово је чај изузетно деликатног укуса и пије се без икаквих додатака.
Lapsang souchong може се наћи и у варијанти црног чаја. Његови листићи су сушени на диму запаљених борових иглица. Врло је препознатљив управо зато што је димљен (као качкаваљ или шунка).
Јапански зелени чајеви су малобројнији у односу на кинеске и производе се у мањим количинама, али се сматрају за најбоље и најздравије чајеве. За разлику од Кине где је најчешћи начин заустављања оксидације листова чаја њихово печење (pan-frying), у Јапану је то парење (steaming). Ово доводи до веома различитих резултата у својствима, али још више у укусу чаја. Кинески зелени чајеви најчешће садрже арому која подсећа на орашасте плодове, док је за јапанске карактеристична освежавајућа арома која подсећа на мирис зеленог поврћа и тзв. умами укус. Карактеристичне су и неке врсте јапанских чајева, као што је нпр. gyokuro, које се током одређеног периода пре брања покривају и заклањају од сунца како би се постигао интензивнији и слађи укус.
Sencha и gyokuro спадају у најпознатије и најцењеније јапанске зелене чајеве.

### Бели чај
Састоји се од најмлађих вршних листића, тј. пупољака, који су још увек прекривени белом или сребрнастом длаком и управо због тога у свом називу често имају придев, бели (White) или сребрни (Silver). То је најмање процесуиран чај и најчешће одмах након брања пролази једино кроз фазу сушења. Научна истраживања показују да ова врста чаја садржи највиши ниво кофеина због тога што је кофеин супстанца којом се биљка брани од инсеката, а сам пупољак за инсекте представља најпривлачнији део биљке. Укус белог чаја је изразито благ. Неке врсте белог чаја, због укуса и због тога што је потребна посебна обученост и интензивнији рад за производњу исте количине чаја у односу на друге врсте, спадају у најскупље и најцењеније чајеве.

### Улонг ()
Улонг (oolong) листићи ове групе чајева прошли су само делимично кроз процес врења. Далеко су мање заступљени од црног и зеленог чаја. Преливају се врућом, али не прокључалом водом и неки од њих се натапају и до 10 минута. Најпознатији улонг чајеви гаје се на Цејлону.

### Припремање лековитог чаја (инфуза)
Најчешће се чај припрема тако што се дрога прелије кључалом водом и тако добије напитак који има лековите особине као и свежа биљка. Чај се увек пије свеж, заслађен (најбоље медом, ако особа није дијабетичар) или незаслађен. Лековит чај се пије 2-3 пута дневно по једна шоља и то 2-3 недеље свакодневно. Треба свакако напоменути да су ово општа упутства и да за сваки лековити напитак треба поштовати конкретна упутства која пропише стручно лице.
Рецепти за припремање лековитих чајних мешавина дати су по прописима ФМ (Formulae Magistralis et reagenta) – збирка правила и рецептура којима се производи припремају по лекарском рецепту. У њима је дат тачан квалитативан и квантитативан састав биљака које улазе у поједине чајне мешавине. Велики број ових лековитих биљака и њихових мешавина могуће је купити у биљној апотеци, што представља најбољи и најсигурнији извор снабдевања.

## Галерија
- Да Хонг Пао чај, кинески чај
- Фудиншки Бај Хао Јинџен чај, бели чај
- Зелени пу-ер туо чај, тип компресованог сировог пу-ера
- Чуошан Хуангја чај, жути чај
- Сушени цели листови чаја
- Тајвански високопланински улонг
- Љута Тај салата направљена са младим, свјежим лишћем чаја
- Врећице чаја